# Oficina de okupación
Las oficinas de okupación son espacios informativos, gestionados por personas voluntarias, que se dedican a asesorar de forma gratuita sobre los aspectos técnicos y legales para realizar la ocupación ilegal de una vivienda deshabitada; bajo la ideología libertaria y en contra de la idea de la propiedad privada. Se busca por un lado asesorar a personas o familias con necesidades de vivienda, y por otro lado acostumbran a tener un trasfondo político anticapitalista y libertario, propiciando la creación no solo de viviendas sino también de centros sociales okupados.
En la historia de la okupación urbana el tema de la inseguridad de la vivienda siempre ha sido muy importante, y su auge ha estado ligado a momentos históricos de conflictividad social y precarización del acceso a la vivienda. Este tipo de espacios informativos tienen su origen y continuidad en las oficinas de okupación iniciadas en los años 60, como la Advisory Service for Squatters de Londres, el grupo Bengali Housing Action Group también en Londres, que asesoraba a personas problemas de vivienda a causa de la discriminación racial; o el Movimiento Operation Move-in en Estados Unidos, también ligado a la discriminación racial y a la pobreza. Los grupos organizados de asesoramiento para la ocupación ilegal de viviendas se dieron incluso durante la Segunda Guerra Mundial, cuando los problemas para encontrar vivienda de los veteranos de guerra o a causa de los bombardeos, la ocupación de viviendas deshabitadas por parte de la población civil era considerada incluso un acto de patriotismo. Esta situación se dio especialmente en el sur de Inglaterra, donde el Partido Comunista y el grupo Women's Voluntary Service asesoraban a las familias para ocupar viviendas vacías, incluso sin el consentimiento del propietario.
En España podemos encontrar diversas Oficinas de Okupación, siendo la más veterana la de Barcelona (denominada Oficina per la Okupació, fundada en 2004), y también otras como la de Bilbao (denominada Okupazio Bulekoa), o la de Madrid (denominada Okupa tu También).
Las oficinas de okupación, a diferencia de los grupos pro derechos de la vivienda como la Plataforma de Afectados por la Hipoteca o el Movimiento de Ocupantes e Inquilinos en las que el objetivo principal acostumbra a ser la vivienda digna, tienen como idiosincrasia la ideología anarquista; y defienden que la okupación es un medio, nunca un fin en sí mismo. Conciben la práctica de la okupación como una acción contraria a la existencia de la propiedad privada. Las oficinas de okupación se basan en parte sobre principios que propugnan la libertad, la colectivización, la inexistencia de liderazgo y el no reconocimiento de cualquier autoridad formal; aplicando principalmente las herramientas de la autogestión, y el asamblearismo.

## Actividades
La okupación se utiliza como una herramienta que cuestiona el principio de propiedad y, por tanto, tiene un objetivo político. Las actividades de las oficinas de okupación se encontrarían dentro de lo que se denomina activismo o militancia, dentro del marco de los movimientos sociales.
Además, tiene la finalidad de servir como punto de información y asesoramiento a la gente que quiera okupar. En este sentido, las oficinas de okupación acostumbran a atender físicamente en el local de la asociación, o editan manuales de okupación que se pueden descargar. En España se han editado diversos manuales de okupación desde los colectivos de Bilbao, Sevilla, Barcelona o Madrid. El contenido se suele dividir en los pasos a seguir, que incluyen información sobre cómo encontrar casas abandonadas, investigar a los propietarios, cómo forzar la entrada, descripciones detalladas sobre trabajos de electricidad, agua o cerraduras; y temas legales, con consejos y asesoramiento de todo tipo usando un lenguaje coloquial.

## Respuesta de las autoridades
El asociacionismo vecinal acostumbra a ver con cierta simpatía a los movimientos sociales como el de la okupación, autogestionarios i contestatarios, sumándose en ocasiones en movimientos contra de la especulación inmobiliaria u otros. Debido a esto, algunos colectivos en peligro de desalojo han conseguido que el ayuntamiento correspondiente les cediera espacios municipales para el desarrollo de actividades culturales como el centro social SECO de Madrid, Can Batlló en Barcelona o La Casa Invisible de Málaga. En otras ocasiones las luchas vecinales han llegado a detener un desalojo, como pasó con el espacio Can Vies de Barcelona.
En otras ocasiones la reacción del gobierno municipal ha sido menos permisiva con este tipo de prácticas, como en el caso del ayuntamiento de Madrid que creó la Oficina antiocupación en 2021. En España la usurpación de la vivienda se tipifica en el artículo 245 del código penal, el cual lo castiga con penas de multa; aunque solo se sancionan las ocupaciones que supongan un riesgo para el bien jurídico protegido de la posesión por el titular. Es decir, la ocupación solo es punible cuando el ocupante tiene la intención evidente de ejercer derechos de toma de posesión sobre el inmueble ocupado.
En el otro extremo podemos encontrar situaciones en las que el gobierno ha anunciado la aplicación de la estrategia de la tolerancia cero, aunque este tipo de políticas públicas a medio y largo plazo acostumbran a provocar el aumento de la brutalidad policial y la disminución generalizada de la confianza en los cuerpos policiales. Otra de las consecuencias de las políticas de la tolerancia cero son el desplazamiento de la delincuencia a la periferia, y la equiparación de los castigos sin tener en cuenta su gravedad.